# Atelothrus limbatus
Atelothrus limbatus är en skalbaggsart som beskrevs av Sharp 1903. Atelothrus limbatus ingår i släktet Atelothrus och familjen jordlöpare. Inga underarter finns listade i Catalogue of Life.